# Kostel svatého Václava (Žatec)
Kostel svatého Václava je římskokatolický kostel ve městě Žatci v bývalém Dolním předměstí nazývaném též Bačina. Poprvé je písemně doložený v polovině 14. století, kdy byl farním kostelem. V 15. století k němu měl patronátní právo cech místních pekařů. Jeho poslední stavební úpravy proběhly v 80. letech 17. století.

## Historie
První písemná zmínka o kostele pochází z roku 1357, kdy arcibiskupští vikáři Jan Paduánský a Vratinogius jmenovali farářem při svatém Václavu Havla Petra z Minic, dosavadního faráře v kostele sv. Jana Evangelisty, stojícího rovněž v žateckém Dolním předměstí. Obě fary byly tímto aktem sloučeny. Stalo se tak na žádost několika žateckých měšťanů, patronů obou kostelů, kteří poukazovali na jejich chudobu. Z písemných pramenů nelze zjistit, jak dlouho před tímto datem kostel sv. Václava existoval, ani to, jak dlouho trval stav sloučení obou farností. Nicméně do konce 14. století se dochovaly texty osmi zbožných odkazů žateckých měšťanů, v nichž figuruje kostel sv. Václava, a pokaždé je uváděn jako farní.
Roku 1407 souhlasilo pět žateckých pekařů s tím, aby si farář Mikuláš od kostela sv. Václava vyměnil obročí s farářem Šimonem ze Selmic. Je to poprvé, kdy je doložený patronát pekařského cechu nad kostelem. Není jasné, od kdy měli pekaři nad Svatým Václavem toto právo. Jména všech pěti pekařů jsou česká, což je i případ slučovacího právního instrumentu z roku 1357. Je tudíž možné, že tomu tak bylo od založení kostela. Jako patroni kostela se pekaři uvádějí ještě v letech 1409 a 1412.
Další osudy kostela až do 17. století nejsou známé. Za třicetileté války byl Svatý Václav, podobně jako všechny žatecké předměstské kostely, poškozen. Na rozdíl od mnoha jiných ale přečkal, byť ve zpustošeném stavu. Roku 1684 ho na své náklady nechal opravit místní měšťan Johann Hossmann rytíř z Mannfelsu. Z té doby pochází hrázděné zdivo lodi. V té době už byl kostel filiální k hlavnímu městskému kostelu Nanebevzetí Panny Marie.
I v 18. století na kostel žatečtí měšťané pamatovali dary a zbožnými odkazy. Roku 1748 založil Václav Sonntag nadaci ve výši 600 zlatých a o devět let později pořídil pro kostel dva nové zvony. V roce 1749 založil pro kostel nadaci ve výši 100 zlatých krejčovský mistr Norbert Ungar. V roce 1844 prošel kostel rozsáhlou opravou a byl znovu vysvěcen.
V 60. letech 20. století přestál kostel jako jedna z mála staveb demolici Dolního předměstí a jeho nahrazení panelovým sídlištěm.

## Architektura
Kostel je jednolodní stavba na přibližně obdélníkovém půdorysu. Loď je z hrázděného zdiva, po obou stranách opatřená půlkruhově zakončenými okny. Presbytář má trojúhelníkové zakončení a na obou stranách je osvětlený dvěma úzkými půlkruhovými okénky se šikmými špaletami. Od lodi je oddělený armovanými kvádry. Do střechy je zakomponovaná cibulovitě zakončená sanktusdníková věžička. Presbytář je sklenutý hřebínkovou klenbou s lunetami. Triumfální oblouk je půlkruhový, loď kryje novodobý dřevěný strop.
Od lodi je oddělený armovanými kvádry, které jsou i na obou jeho nárožích. Již s ohledem na charakter klenby presbytáře je zřejmé, že vznikl dříve než loď z roku 1684. Je pravděpodobné, že zdivo presbytáře pochází z původního gotického kostela.

## Galerie

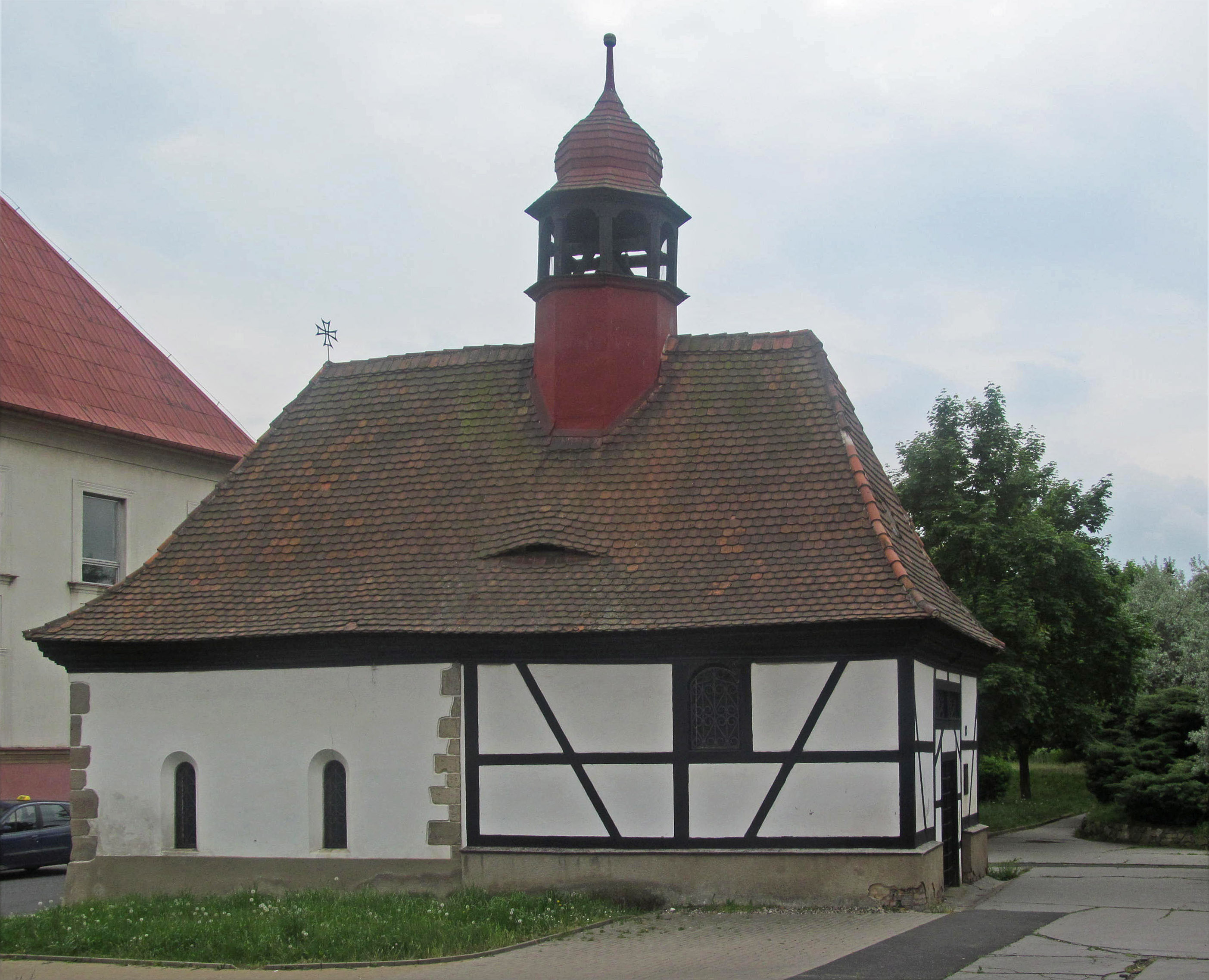
Severní fasáda kostela
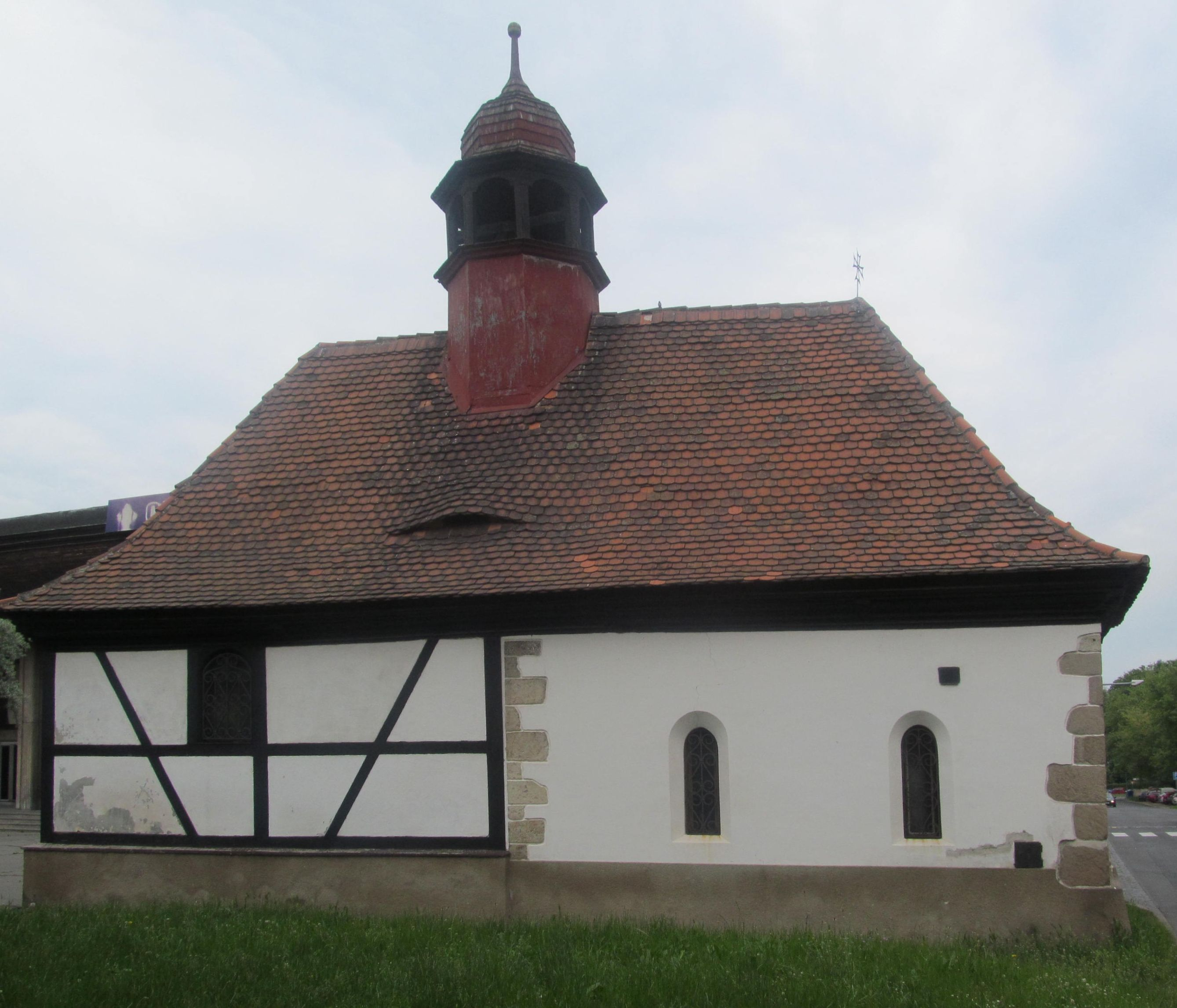
Jižní fasáda kostela
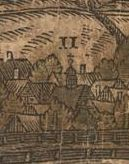
Kostel na Willenbergově vedutě z roku 1611
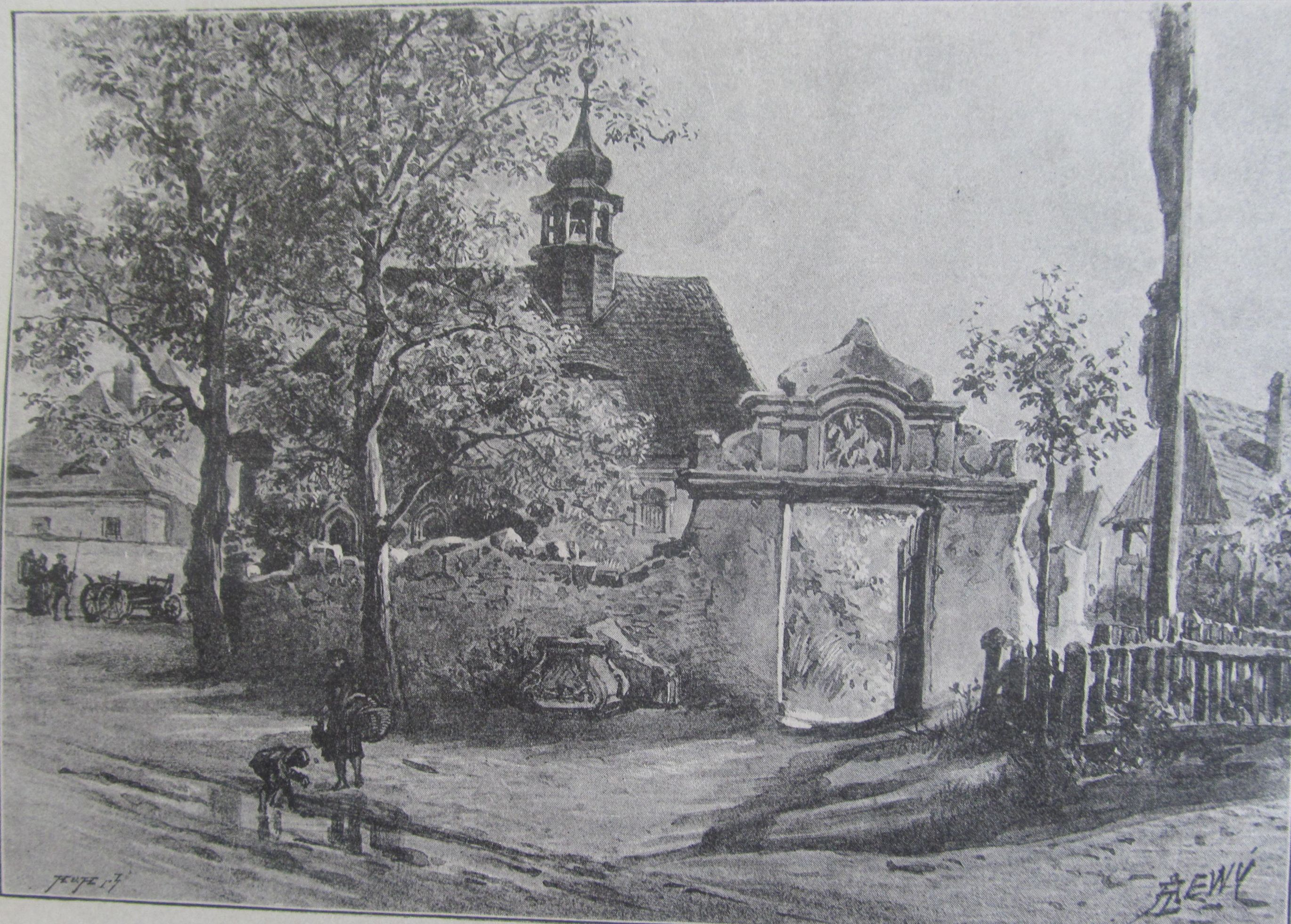
Kostel na konci devadesátých let 19. století